# XH-1阿爾法直升機
阿爾法攻擊直升機（英語：Alpha)是一款由Denel研製的實驗攻擊直升機，用以作為石茶隼武裝直升機的概念演示機。

## 發展
阿爾法是由雲雀III型發展而成，它保留了原本的動力部件及發動機，但以階梯式串聯駕駛艙取代了原來的駕駛艙。XH-1 於 1985年2月3日首飛，
並很快開始了一系列嚴格的飛行測試計劃，以檢查在南非研製攻擊直升機的可行性，該計畫使南非政府與Denel願意繼續開發新型攻擊直升機，也就是石茶隼武裝直升機。
XH-1在1980年代末退役，並移交給南非空軍博物館展示，直到今天。

## 外部連結
（页面存档备份，存于）